# بيتر أريكسون
بيتر أريكسون (بالسويدية: Peter Eriksson)‏ (18 مايو 1969 بالسويد - ) هو لاعب كرة قدم سويدي في مركز الوسط.

## وصلات خارجية
- بيتر أريكسون على موقع قاعدة بيانات كرة القدم.إي يو (الإنجليزية)
- بيتر أريكسون على موقع ناشيونال فوتبول تيمز (الإنجليزية)
- بيتر أريكسون على موقع عالم كرة القدم.نت (الإنجليزية)